# Јагода Брлић
Јагода Брлић (Брод на Сави, 5. фебруар 1824 — Загреб, 15. април 1897) била је српска песникиња. Писала је родољубиву, љубавну и елегијску лирику, у духу илиризма. Прву, а уједно и најбољу песму Чекање објавила је 1842. године у часопису Коло. Популарности њене поезије допринео је Иван Зајц, компонујући музику за њену песму Уздах. У свом дому у Загребу Јагода Брлић окупљала је најугледније писце и политичаре друге половине 19. века.

## Биографија

### Порекло
Јагода Брлић рођена је 1824. године у Броду на Сави (данашњи Славонски Брод) као Марија Агата Брлић. Отац јој је био српски књижевник, лингвиста и трговац Игњат Алојзије Брлић, а мајка Катарина Бенко. Породица Брлић је, осим Јагоде, имала још четворо деце: ћерку Ану и синове Игњата, Иву и Андрију Торквата, касније познатог публицисту и политичара. Син Андрије Торквата Брлића, Ватрослав, био је ожењен чувеном књижевницом Иваном Брлић-Мажуранић. Ватрослава је, као потенцијалног младожењу Иваниним родитељима препоручила управо Јагода.

### Образовање
Јагода Брлић је у Броду на Сави похађала тзв. тривиалну и главну учиону, а затим и Државну дјевојачку школу. Још у родитељском дому имала је велики подстицај за књижевни рад. Њен отац, Игњат Алојзије брлић, истиче се својим књижевним радом још у предилирском периоду. У оквиру свог књижевног и лингвистичког рада дописивао се и са Вуком Караџићем.

### Породични живот
Године 1848. Јагода се удала за лекара Ивана Амруша, са којим је имала четворо деце: Милана, Вилхелмину, Аду и Јулку. Породица је у почетку живела у родном Броду на Сави, затим у Новој Градишки од 1850. до 1859. После поновног краћег боравка у Броду, године 1861. породица се сели у Загреб.
Као девојка, Јагода је писала поезију, али се удајом потпуно посветила породици, тако да је са писањем наставила тек под старе дане, када су јој деца одрасла и напустила родитељски дом. Ипак, ни у том периоду није се сасвим одрекла књижевности. У њеном дому у Загребу окупљали су се познати књижевници и политичари, међу којима су били Петар Прерадовић, Аугуст Шеноа, Јосип Еуген Томић и други.
Умрла је 1897. године у Загребу. Сахрањена је у породичној гробници на загребачком гробљу Мирогој.

## Књижевни рад
Писањем је Јагода Брлић почела да се бави као сасвим млада девојка. Прва песму, Чекање, објавила је у првом броју часописа Коло 1842. године, кад јој је било само 18 година. Исте године објављена јој је песма и у часопису Даница, који је уређивао Људевит Гај, а 1845. и у часопису Зора далматинска. После удаје Јагода је прекинула са писањем, да би поново објавила песму Три цјелова тек 1897. у часопису Виенац (после 1906 Вијенац).
Писала је родољубиву, љубавну и елегијску лирику. Бранко Водник сврстава је међу ретке, али истакнуте књижевнице Илирског покрета (Хрватски народни препород), заједно са Драгојлом Јарневић, Аном Видовић и кнегињом Љубицом Обреновић. Аугуст Шеноа уврстио је руковет њених песама у антологију Виенац изабраних пјесама хрватских и србских из 1873. Њеној популарности допринео је хрватски композитор Иван Зајц, када је 1893. године компоновао музику за њену песму Уздах.
Део њене песничке оставштине објављен је као рукопис 1919. године, у посебној књизи Пјесме. Рукописна оставштина Јагоде Брлић чува се у Архиву породице Брлић у Славонском Броду.